# Galt (Iowa)
Galt è un comune degli Stati Uniti d'America, situato nello Stato dell'Iowa, nella contea di Wright.